# 戴克林
戴克林（1913年5月29日—1990年1月18日），原名戴道驹，曾用名道珠、福成，男，湖北黄安人，中国人民解放军开国少将。

## 生平
戴克林是湖北省黄安县紫云区（今七里坪镇）檀树乡戴家塘村人。出身贫农，有3个哥哥，9个姐姐，但先后都病死、饿死，成为独子，读过两年私塾。1926年参加农运童子团。1927年春任戴家塘儿童团大队长。1928年加入中国共产主义青年团。1929年11月参加中国工农红军，任鄂豫皖革命军事委员会通讯队通讯员。1930年转入中国共产党。1931年任鄂豫皖苏区彭扬军事政治学校教育长警卫员、1932年7月编入红四方面军第12师第34团（团长许世友）特务连班长、红九军第二十七师第八十一团特务连支部书记兼团宣传队长、第二十七师卫生队队长、1935年5月第八十一团连政治指导员、连长、第八十一团（团长陶勇）代理副营长。1937年2月，红军西路军河西走廊永昌县的战斗中左腿和脚底被子弹打穿负重伤，在高台县以南青海甘肃省界处与部队失去联系，一路孤身乞讨回延安，1937年5月1日在甘肃省镇原县石家周口遇到援西军政治部归队，3天后恢复党籍。从河西走廊乞讨流浪归队经历，写成回忆文章《难忘的河西三个月》参加“解放军30周年征文”，1957年发表在《解放军文艺》。1938年春天，从中国人民抗日军政大学抽调袁国平、陶勇、刘飞、戴道驹（戴克林）、刘松青、廖政国、温玉成、文盛森等40余人去皖南参加新四军组建。
1938年4月下旬任新四军第三支队第六团三大队八连连长。1938年11月上旬调任第三支队司令部侦察参谋，改名“戴克林”，亲自潜入敌占区城镇捕捉日军。1939年12月初奉命去“挺纵”接新兵。1940年3月在水西村新四军江南指挥部被谭震林留下。1940年4月改名戴福成，随谭震林、张开荆、刘飞、樊道余、白书章、吴师孟从茅山化装赴江南东路的徐市镇，任江南抗日救国军东路指挥部（“新江抗”）第一支队（原常熟“民抗”改编）支队长。1941年3月11日在阳澄湖北畔东塘市（今东塘村）东北，遭到千余名常熟日军奔袭，支队迫不得已白天转移，在环潭河道上刚转弯就与敌人的几条内河舰艇遭遇，敌舰艇猛烈扫射开炮，一支队的小木船东倒西翻，造成重大损失，一支队教导员陈岳章，一、三两个大队指导员、三个大队的文化教员，支队部书记狄平等一百多人牺牲。部分懂水性的游过几条河才与殿后阻击的第三大队第一排会合，合编为一个连，后编入新四军第六师第十八旅第五十三团第三营第七连。1941年4月任新四军第六师第十八旅司令部四科（管理科）科长。1941年11月随十八旅转移到江（都）高（邮）宝（应）地区。1942年调丹（阳）北任新四军第51团参谋长，后任丹北县委军事部长。1942年11月，精兵简政主力地方化，率第52团第7、第8两个连、旅部特务连与当地两个游击连组建江都独立团（“林团”），约700多人，任团参谋长。1944年夏江都独立团发展为三个营、团部特务连、机炮连，1500多人的大团。1944年11月任新四军苏中军区民主抗日救国军（即“民抗”、通如人民抗日纵队）副司令员兼参谋长。1945年7月任苏中军区教导旅（第一旅）第二团（原江都独立团）团长、山东野战军第一纵队二旅五团团长。1946年冬五团与六团在鲁南合并，与五团政委赵则三调华东军政大学学习。1947年2月莱芜战役后从华东党校回部队任华东野战军第一纵队二师六团团长，参加孟良崮战役；1948年初春在豫东陇海路南战斗中左小腿中弹贯通伤骨折。1948年提升为师参谋长。1949年2月任第三野战军第二十军第五十九师副师长兼参谋长，渡江战役中负责指挥59师二梯队未失一船。1950年11月任中国人民志愿军第五十九师师长。参加了第二次战役、第五次战役、朝鲜东海岸反登陆作战准备。获朝鲜民主主义人民共和国二级国旗勋章。
1952年10月随部队回国任第20军58师师长，中国人民解放军第二十七军副军长。荣获三级八一勋章，二级独立自由勋章，二级解放勋章。1957年8月任安徽军区参谋长。1961年1月赴高等军事学院学习。1964年4月晋升为少将军衔。1965年7月任华东工程纵队司令员、1966年3月任浙江省军区副司令员、省革命委员会常委、省革委会生产指挥组组长、省军区第一副司令员、1977年12月任省军区顾问。1983年7月离职休养。
中国共产党第九次全国代表大会代表。荣获一级红星功勋荣誉章。七次负伤。
1989年9月发现罹患肺癌，1990年1月18日在杭州病逝。

## 家庭
- 戴先良，父亲
- 戴程氏，母亲
- 林子明，妻子。1943年初秋在江都县真武区杨家庄结婚
- 戴克明，开国少将，堂弟，与戴克林是同一个祖父。戴克明长期在红二十五军、红二十八军、新四军四支队工作。两人在1939年7月皖南泾县云岭石头尖村出席中共新四军第一次代表大会才相识。
- 程启文，开国少将，表弟。程启文的父亲是戴克林的亲舅舅。
- 戴林溪，长女，名字纪念1943年在苏北宝应县林溪镇的抗日斗争
- 戴晓汶，次女，名字纪念山东大汶口战斗
- 戴燕燕，三女
- 戴南翔，四女，名字纪念1950年夏在上海南翔驻军渡海练兵
- 戴国建，长子
- 戴建中，次子